# Seleção Tunisiana de Futebol
A Seleção Tunisiana (português brasileiro) ou Tunisina de Futebol (português europeu) representa a Tunísia nas competições de futebol da FIFA. Disputou seis Copas do Mundo em sua história (1978, 1998, 2002, 2006, 2018 e 2022). Ela também é filiada à CAF, à UAFA e à UNAF.

## Participação em Copas

### 1978
A primeira participação das Águias foi em 1978, na Argentina, ficando num grupo com as fortes seleções da Alemanha Ocidental (então bicampeã mundial) e da Polônia (medalha de ouro nas Olimpíadas de Munique, em 1972 e terceira colocada no Mundial anterior) e o modesto time do México. Empatou sem gols com os alemães-ocidentais, perderam de 1 a 0 para os poloneses e conseguiram um feito histórico: se tornou a primeira equipe africana a vencer um jogo de Copa ao bater o México por 3 a 1. Foi seu melhor desempenho em Copas.

### 1998
Vinte anos depois, a Tunísia, depois de malfadadas tentativas de se classificar para os Mundiais de 1982 a 1994, volta a disputar uma Copa. Entretanto, a participação tunisiana na França foi do esperado: duas derrotas (2x0 para Inglaterra e 1x0 para a Colômbia) e um empate em 1x1 com a Romênia. Apesar da rápida passagem na Copa, vários jogadores apareceram para o mundo, como Hatem Trabelsi, Riadh Bouazizi, Kaies Ghodhbane, Ali Boumnijel e até um brasileiro, Clayton, nascido no Maranhão.

### 2002
A Copa de 2002 marcaria a terceira participação tunisiana na Copa - a segunda seguida. Sem seu goleiro titular em 1998, Chokri El Ouaer, mas com Bouazizi, Trabelsi e Clayton, juntamente com outros jogadores de menos peso no cenário mundial, como Radhi Jaïdi, Ziad Jaziri, entre tantos outros, a equipe novamente fracassou na primeira fase - com a mesma campanha no Mundial da França: um empate contra a Bélgica, e derrotas para Rússia e Japão.

### 2006
O Mundial de 2006, realizado na Alemanha, seria um tudo-ou-nada para as Águias: era a oportunidade de passar pela primeira vez à segunda fase. Mantendo Boumnijel - que foi o jogador mais velho do torneio, aos 40 anos - , Bouazizi e Trabelsi, a Tunísia (treinada pelo francês Roger Lemerre) rechearia a equipe com jovens jogadores (casos de Chaouki Ben Saada, Haykel Guemamdia, Alaeddine Yahia, Hamed Namouchi, Hamdi Kasraoui e Sofiane Melliti) e mais um brasileiro: Francileudo Santos, também maranhense, assim como Clayton, que perdeu a chance de jogar sua terceira Copa. Mas a meta da segunda fase foi para o espaço com outra campanha de um empate (contra a Arábia Saudita) e duas derrotas (para Ucrânia e Espanha - esta última, de virada).

### 2010
A classificação para a Copa de 2010 era considerada certa para os tunisianos. Porém, uma surpreendente derrota para a fraca Seleção de Moçambique colocou tudo a perder, e a Nigéria, que brigava com as Águias pela vaga, acabou ganhando esta última. Sobrou para o treinador português Humberto Coelho, que acabou demitido após a eliminação.

### 2018
Na Copa do Mundo de 2018 A Seleção Tunisiana de Futebol participou e foi a quinta participação nas Copa do Mundo FIFA e ficaram em Terceiro lugar da fase de grupos,Perderam para Seleção Inglesa de Futebol de 2 a 1 e Seleção Belga de Futebol  de 5 a 2 e Vencendo a Seleção Panamenha de Futebol de 2 a 1 e Mesmo assim caíram na fase de grupos da Copa do Mundo de 2018.
Copa do Mundo FIFA de 2018 – Grupo G

### 2022
Na Copa do Mundo FIFA de 2022, a Seleção Tunisiana participou da competição pela sexta vez. No chaveamento, caíram no grupo D, com a Seleção Dinamarquesa de Futebol, a Seleção Francesa de Futebol e a Seleção Australiana de Futebol. 

## Copa das Nações Africanas

### 2004
O ano de 2004 foi o melhor ano da Tunísia no cenário futebolístico. A edição daquele ano seria disputada no país, em seis cidades (Bizerta, Monastir, Radès, Sfax, Sousse e Túnis). Jogou no Grupo A, com Ruanda, Guiné e República Democrática do Congo. As Águias terminaram invictas: duas vitórias (contra Ruanda e República Democrática do Congo) e um empate com a Guiné.
Nas fases seguintes, derrotou Senegal e Nigéria (algoz nas Eliminatórias da Copa de 2010) até chegar à final contra a perigosa Seleção Marroquina. Com o gol de Jaziri, marcado aos 52 minutos de jogo, a Tunísia venceu por 2 a 1 e festejou seu único título no futebol.

## Títulos
| CONTINENTAIS | CONTINENTAIS                    | CONTINENTAIS | CONTINENTAIS |
|              | Competição                      | Vezes        | Ano          |
| ------------ | ------------------------------- | ------------ | ------------ |
|              | Campeonato Africano das Nações  | 1            | 2004         |
|              | Campeonato das Nações Africanas | 1            | 2011         |
|              | Copa das Nações Árabes          | 1            | 1963         |